# جورج بيسون
جورج بيسون (بالفرنسية: George Besson)‏ هو ناقد فني فرنسي، ولد في 25 ديسمبر 1882 في Saint-Claude, Jura ‏ في فرنسا، وتوفي في 20 يونيو 1971.